# 懐慶府

河南省の懐慶府の位置（1820年）

懐慶府（かいけいふ）は、中国にかつて存在した府。明代から民国初年にかけて、現在の河南省焦作市一帯に設置された。

## 概要
1368年（洪武元年）、明により懐慶路が懐慶府と改められた。懐慶府は河南省に属し、河内・済源・修武・武陟・孟・温の6県を管轄した。
清のとき、懐慶府は河南省に属し、河内・済源・修武・武陟・孟・温・原武・陽武の8県を管轄した。
1913年、中華民国により懐慶府は廃止された。